# Lemju
Der Lemju (russisch Лемью, auch Лемь, Лема) ist ein linker Nebenfluss der Petschora in der Republik Komi in Nordwestrussland.
Der Lemju durchfließt das Hügelland westlich der Petschora in östlicher Richtung. Er mündet schließlich westlich der Kleinstadt Wuktyl in einen linken Seitenarm der Petschora. Der Lemju hat eine Länge von 197 km. Er entwässert ein Areal von 4310 km². Die Abflussmenge des Lemju steigt während der Schneeschmelze stark an und führt Ende Mai / Anfang Juni zu Überschwemmungen.